# Minardi M191
O  M191/M191B  é o modelo da Minardi das temporadas de 1991 e até a quarta prova de 1992 da Fórmula 1 com a versão B. Condutores: Pierluigi Martini, Gianni Morbidelli, Roberto Moreno e Christian Fittipaldi.

## Resultados[1][2]
(legenda)
| Ano  | Chassi | Motor                | Pneus | N° | Pilotos              | 1   | 2   | 3   | 4   | 5   | 6   | 7   | 8   | 9   | 10  | 11  | 12  | 13  | 14  | 15  | 16  | Pontos | Posição |  |
| ---- | ------ | -------------------- | ----- | -- | -------------------- | --- | --- | --- | --- | --- | --- | --- | --- | --- | --- | --- | --- | --- | --- | --- | --- | ------ | ------- |  |
|      |        |                      |       |    |                      |     |     |     |     |     |     |     |     |     |     |     |     |     |     |     |     |        |         |  |
|      |        |                      |       |    |                      | USA | BRA | SMR | MON | CAN | MEX | FRA | GBR | GER | HUN | BEL | ITA | POR | SPA | JAP | AUS |        |         |  |
| 1991 | M191   | Ferrari 037 V12      | G     | 23 | Pierluigi Martini    | 9   | Ret | 4   | 12  | 7   | Ret | 9   | 9   | Ret | Ret | 12† | Ret | 4   | 13  | Ret | Ret | 6      | 7º      |  |
| 1991 | M191   | Ferrari 037 V12      | G     | 24 | Gianni Morbidelli    | Ret | 8   | Ret | Ret | Ret | 7   | Ret | 11  | Ret | 13  | Ret | 9   | 9   | 14† | Ret |     | 6      | 7º      |  |
| 1991 | M191   | Ferrari 037 V12      | G     | 24 | Roberto Moreno       |     |     |     |     |     |     |     |     |     |     |     |     |     |     |     | 16  | 6      | 7º      |  |
|      |        |                      |       |    |                      |     |     |     |     |     |     |     |     |     |     |     |     |     |     |     |     |        |         |  |
|      |        |                      |       |    |                      | RSA | MEX | BRA | ESP | SMR | MON | CAN | FRA | GBR | GER | HUN | BEL | ITA | POR | JAP | AUS |        |         |  |
| 1992 | M191B  | Lamborghini 3512 V12 | G     | 23 | Christian Fittipaldi | Ret | Ret | Ret | 11  |     |     |     |     |     |     |     |     |     |     |     |     | 0 (1)1 | 12º     |  |
| 1992 | M191B  | Lamborghini 3512 V12 | G     | 24 | Gianni Morbidelli    | Ret | Ret | 7   | Ret |     |     |     |     |     |     |     |     |     |     |     |     | 0 (1)1 | 12º     |  |

† Completou mais de 90% da distância da corrida.
↑1  Do GP de San Marino até o final do campeonato, Christian Fittipaldi e Gianni Morbidelli conduziram o M192. Alessandro Zanardi substituiu Christian Fittipaldi nos gps: Grã-Bretanha, Alemanha e Hungria. Com esse chassi, a escuderia italiana marcou 1 ponto total e o 12º lugar no campeonato.